# 圣凯瑟琳修道院
圣凯瑟琳修道院（羅馬化：Dayr al-Qiddīsa Katrīn，羅馬化：Moni tis Agias Aikaterinis）位于埃及西奈半岛南端的西乃山山脚，是一間仍在服務基督徒的古舊修道院，被联合国教科文组织列为世界文化遗产。
修道院由6世紀時在位的東羅馬皇帝查士丁尼一世下令興建。該修道院建於548年至565年之間，是世界上最古老的基督教修道院之一。修道院包含世界上最古老還持續運營的圖書館。

## 圣像画

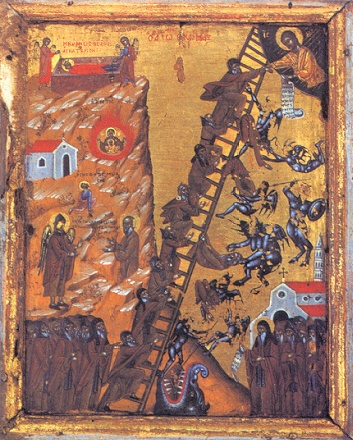
西乃山圣凯瑟琳修道院圣像画《神圣的天梯》

## 世界文化遗产
该世界遗产被认为满足世界遺產登錄基準中的以下基準而予以登錄：
- （i）表现人类创造力的经典之作。
- （iii）呈现有关现存或者已经消失的文化传统、文明的独特或稀有之证据。
- （iv）关于呈现人类历史重要阶段的建筑类型，或者建筑及技术的组合，或者景观上的卓越典范。
- （vi）具有显著普遍价值的事件、活的传统、理念、信仰、艺术及文学作品，有直接或实质的连结（世界遗产委员会认为该基准应最好与其他基准共同使用）。